# Вітор Перейра
Вітор Перейра (порт. Vítor Pereira, нар. 26 липня 1968, Ешпінью) — португальський футбольний тренер. Найбільших досягнень здобув у «Порту», з яким став дворазовим чемпіоном Португалії.

## Ранні роки
Вітор народився 26 липня 1968 року в місті Ешпінью. Футбольна кар'єра Вітора була достатньо скромною, оскільки переважно він виступав у регіональних дивізіонах.
Перейра пішов з футболу в 29 років, після чого закінчив факультет спортивних наук і фізичного виховання університету Порту за спеціальністю «фізичне виховання», ставши другим найкращим студентом в групі.

## Кар'єра тренера

### Початок роботи
Тренерську кар'єру Вітор почав з юнацьким складом футбольного клубу «Падроенсе» 2002 року. З 2003 по 2004 Перейра тренував юнацький склад футбольного клубу «Порту».
Вперше Вітор спробував себе як головний тренер у сезоні 2004/05, коли його призначили тренером у клубі «Санжоаненсе» з третього за рівнем дивізіону країни.
У 2005 році Вітор перейшов у «Ешпінью». Його робота в новій команді почалася добре, і сезон 2005/06 клуб завершив на другому місці і ледь не зміг вийти з командою в другий дивізіон. Проте наступний сезон був невдалим, і Вітор покинув клуб.
У сезоні 2007/08 Вітор знову тренував юнацький склад «Порту».
2008 року Перейра став головним тренером у клубі «Санта Клара». У сезонах 2008/09 і 2009/10 клуб під керівництвом Вітора фінішував у другому за рівнем дивізіоні на третій та четвертій позиціях відповідно.
Влітку 2010 року Перейра залишив посаду тренера в «Санта Кларі» і став помічником тренера Андре Віллаш-Боаша в «Порту».

### «Порту»
21 червня 2011 року було оголошено, що Перейра офіційно став новим головним тренером «Порту», змінивши на тренерському містку Андре Віллаш-Боаша, що пішов у «Челсі». Свій перший матч на чолі «драконів» наставник провів у поєдинку за Суперкубок Португалії, перемігши «Віторію» з Гімарайша. А за підсумками першого сезону виграв ще й національний чемпіонат.
2013 року Перейра вирішив не продовжувати контракт із клубом, урешті завоювавши з «Порту» другий поспіль титул чемпіона Португалії, зробивши це без жодної поразки. Насамкінець 44-річний фахівець заявив:
«Це був конкурентоспроможний та престижний чемпіонат, під час роботи в якому я отримав багато досвіду. Але зараз я хотів би спробувати свої сили в іншій країні, в іншому чемпіонаті».

### «Аль-Ахлі» (Джидда)
9 червня 2013 року було офіційно оголошено про призначення Перейри в саудівському клубі «Аль-Аглі».

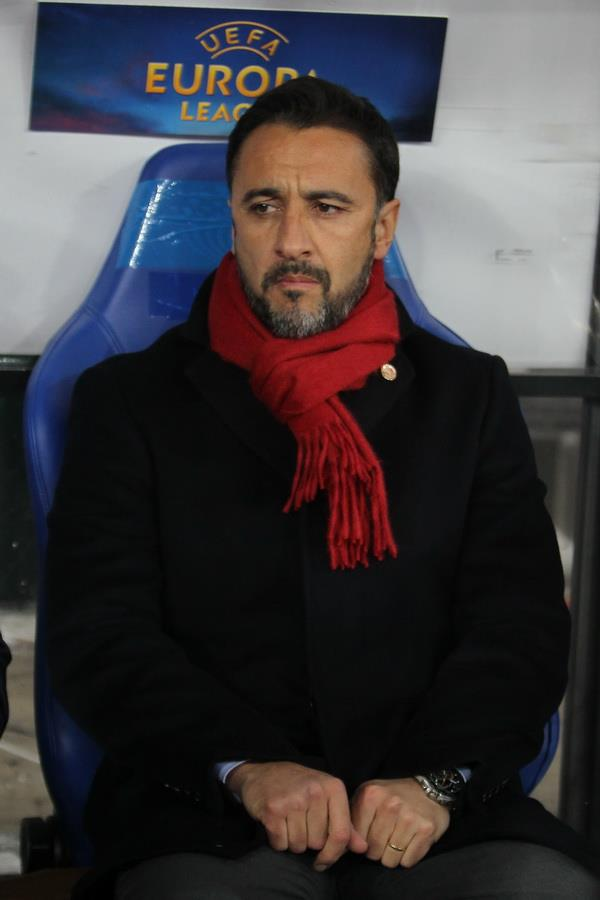
Вітор Перейра під час роботи з «Олімпіакосом». 2015 рік.

### «Олімпіакос» (Пірей)
7 січня 2015 року офіційний сайт грецького клубу «Олімпіакос» оголосив про підписання контракту з португальським тренером Вітором Перейрою. Під керівництвом португальського фахівця «Олімпіакос» зробив золотий дубль, вигравши чемпіонат і кубок Греції. Проте вже по закінченню сезону Перейра покинув свій пост через невдоволення керівництва клубу, з приводу його переговорів з «Рейнджерс».

### «Фенербахче»
У червні 2015 року Перейра підписав дворічний контракт з віце-чемпіоном Туреччини «Фенербахче». Проте у серпні 2016 року турецький клуб, команда якого в сезоні 2015/16 знову фінішувала на другому місці, в одосторонньому порядку розірвав угоду з португальцем.

### Подальша кар'єра
1 січня 2017 року очолив тренерський штаб німецького «Мюнхен 1860», який під його керівництвом не втримався у другому німецькому дивізіоні, і у травні того року Перейру було звільнено.
У грудні 2017 року знову замінив співвітчизника Андре Віллаша-Боаша, цього разу на тренерському містку китайського «Шанхай СІПГ». У своєму першому сезоні на посаді він привів клуб до їхнього першого в історії титулу чемпіона Китаю, а наступного року здобув і Суперкубок країни. У грудні 2020 року він залишив посаду.
2 липня 2021 року вдруге у своїй кар'єрі очолив «Фенербахче», підписавши дворічсний контракт. Втім цього разу повторити результати португалець не зумів і вже 20 грудня був звільнений після домашньої нічиї 2:2 з «Бешикташем», коли його команда була на п'ятій позиції і відставала від лідера «Трабзонспора» на 14 очок.

## Титули і досягнення
- Чемпіон Португалії (2):

«Порту»: 2011/12, 2012/13
- Володар Суперкубка Португалії (2):

«Порту»: 2011, 2012
- Чемпіон Греції (1):

«Порту»: 2014/15
- Володар Кубка Греції (1):

«Порту»: 2014/15
- Чемпіон Китаю (1):

«Шанхай СІПГ»: 2018
- Володар Суперкубка Китаю (1):

«Шанхай СІПГ»: 2019